# 法萨拉
法萨拉（法語：Fassale）是毛里塔尼亚东南部的一个市镇，紧邻马里边界，属东胡德省管辖。根据毛里塔尼亚2000年的统计数据，法萨拉共有居民10,982人。